# Mètre pliant
Pour les articles homonymes, voir Mètre et Pliant.

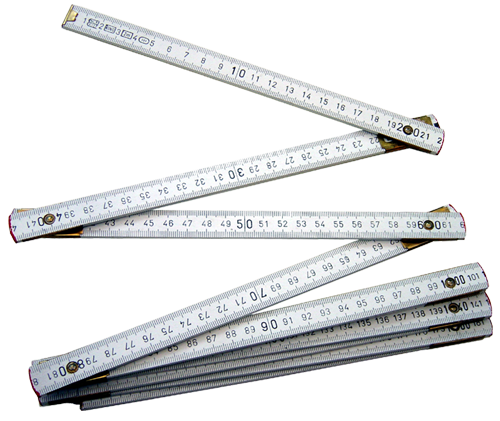
Double-mètre pliant en bois

Le mètre pliant est un instrument de mesure de longueur de précision moyenne, utilisé dans la construction, la menuiserie et pour le bricolage. On le trouve en différentes matières (bois, plastique ou aluminium).
Le mètre de maçon est généralement en bois, de couleur jaune, composé de cinq (ou dix pour un double mètre) segments de vingt centimètres attachés par des rivets avec un ressort permettant de fixer le mètre en position fermée ou ouverte.

## Dans la littérature
Cavanna raconte dans son roman autobiographique Les Ritals comment son père, maçon italien illettré, immigré en France, ramassait les bouts de mètres cassés sur les chantiers et les assemblait pour en faire de nouveaux mètres, sans tenir compte des chiffres.